# Vera Rich
Vera Rich (nombre de nacimiento Faith Elizabeth Rich, Londres, 24 de abril de 1936-20 de diciembre de 2009) fue una poetisa, periodista, historiadora y traductora en ucraniano y bielorruso británica.

## Biografía
Rich estudió en la St Hilda's College de la Universidad de Oxford y en el Bedford College. En 1959, su poesía atrajo la atención de los editores del John O'London's Weekly y, al siguiente año, apareció su primera colección de poesías, Outlines, que fue producido de forma privada y recibió críticas favorables, agotándose en seis meses.
Profunda conocedora del idioma ucraniano, las traducciones que hizo de Taras Shevchenko recibieron críticas favorables, tanto en Occidente como en la Unión Soviética. Por su trabajo, Rich recibió el Diploma Honorario de los Estudios Shevchenko por la Academia de Ciencias de Ucrania.
Posteriormente, influenciado por Ceslaus Sipovich, comenzó a traducir la poesía de Bielorrusia. Su primera traducción en ese idioma fue el poema "Na čužynie" de Janka Kupala. Su novela Like Water, Like Fire, publicado en 1971, se convirtió en la primera antología del mundo de traducciones de poesía bielorrusa a una lengua de Europa occidental. Posteriormente, publicó The Images Swarm Free, una colección de traducciones de poesías de insignes autores bielorrusos como Alés Harun, Maksim Bahdanovič y Źmitrok Biadula. Rich inspiró a otros autores británicos como Alan Flowers en adentrarse en la literatura bielorrusa.
Rich fue la fundadora de Manifold, "la revista de la nueva poesía". Comenzó en 1962 y apareció regularmente hasta mayo de 1969, cuando fue su tirada fue suspendida debido a que Rich aceptó un trabajo como corresponsal en la URSS y de la Europa del Este para el semanario científico Nature. En el momento de su desaparición Manifold tenía 900 suscriptores, casi la mitad en Estados Unidos. Su colaboración con Nature duró 20 años. Sólo en 1998 fue posible relanzar Manifold. En total, se publicaron 49 números bajo la dirección de Rich. Publicó poesía original en estilos tradicionales e innovadores, en diversas variantes del inglés y, de vez en cuando, en los principales idiomas europeos, así como traducciones de poesía de idiomas menos conocidos.
Vera Rich murió en Londres en diciembre de 2009. Sus cenizas se repartieron entre Ucrania y la Iglesia ortodoxa de san Cirilio de Turau en Londres.

## Obras
Libros
- Portents and Images: A Collection of Original Verse and Translations (London, 1963).
- Like water, like fire: Anthology of Byelorussian poetry from 1828 to the present day (1971). ISBN 978-0-04-891041-7.
- The images swarm free: A bilingual selection of poetry (1982). ISBN 978-0-929849-05-8.
- Image of the Jew in Russian literature: The post-Stalin period (1984). ISBN 978-0-88125-062-6.
- Poems on Liberty. Reflections for Belarus (2004). ISBN 0-929849-05-1